# Нахманович, Исаак

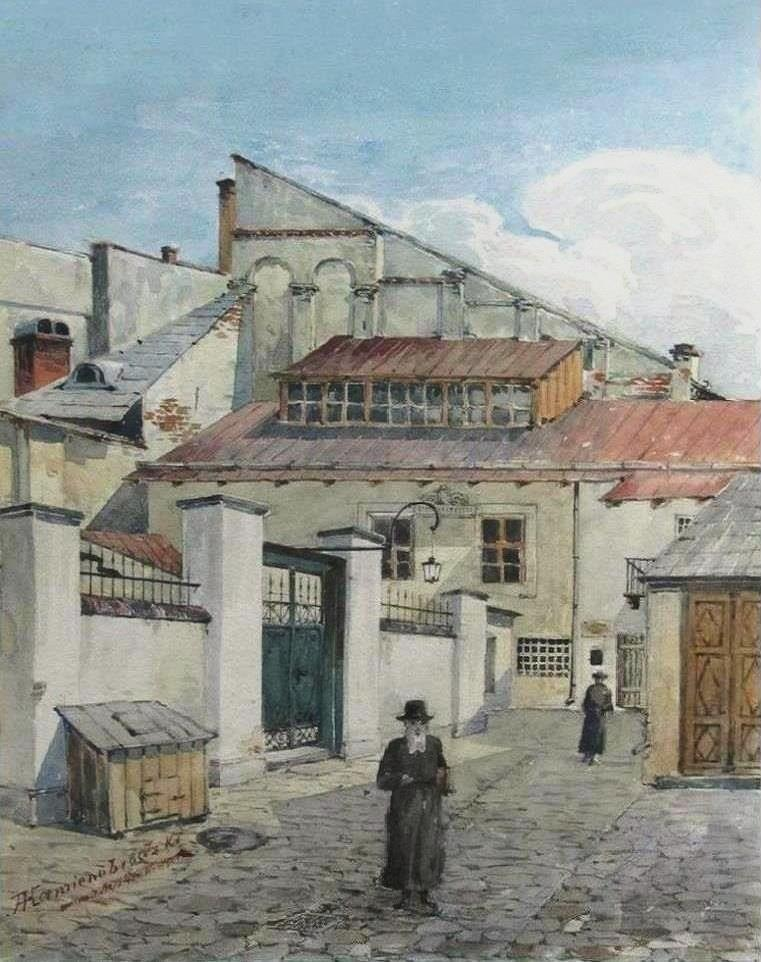
Синагога «Золотая Роза», художник А. Каменнобродский, конец XIX века

Исаак Нахманович (?-1595; Исаак сын Нахмана) — «выдающийся деятель львовской общины во второй половине XVI в. и крупный откупщик». Глава львовской городской общины, банкир, доктор, коммерсант, меценат, построил самую известную львовскую синагогу «Золотая роза» и другие объекты. Асессор в еврейском суде города Львова, парнес кагала, а в 1589 г. парнес Ваада четырёх стран в Люблине.
В городских актах за 1565 года Нахманович фигурирует под наименованием «doctor», как тогда назывались представители еврейства в русском воеводстве. Исаак Нахманович был асессором в еврейском суде города Львова, после этого парнесом кагала.
С 1589 года И. Нахманович был избран парнесом Ваада четырёх земель в Люблине. Он вёл очень обширные коммерческие дела и пользовался большим уважением среди польской шляхты и горожан Львова.
И. Нахмановичу было дано право не присягать в суде («more judaico»). Он пользовался влиянием при королевском дворе. Имя И. Нахмановича до сих пор не забыто среди львовских евреев. В частности о нём напоминает память о разрушенной нацистами во время Холокоста синагоги «Золотая Роза» и возведённый на её месте Мемориальный комплекс «Пространство синагог». Изначально синагога задумывалась, как семейная и вход в неё шёл из дома Нахмановича, но уже вскоре она стала святыней всей еврейской общины города Львова.
Скончался Исаак Нахманович в 1595 году.
После себя Иссак оставил двух сыновей Нахмана и Марка. Исаак Нахманович скончался не успев закончить пристройки галереи для женщин в синагоге. Но эту заботу взяли на себя его сыновья Нахман (?-1616) и Марк. Первый из них был преемником отца в общественной деятельности и продолжил вести обширные коммерческие дела. Жена первого сына по имени Роза, так называемая «Золотая Роза», пользовалась популярностью в еврейском населении Львова.